# Dornier Do 214
Die Dornier Do 214 war ein projektiertes ziviles Großflugboot der Dornier-Werke.

## Entwicklung
Entworfen wurde das Flugzeug unter der Projektnummer 93 (P 93) um 1938/39 nach einem entsprechenden Vorschlag Claude Dorniers im Auftrag der Lufthansa als Großflugboot für den Passagierdienst im Transatlantikverkehr. Da der Katapultstart für Passagiere unzumutbar erschien, sollte das Flugzeug ohne Starthilfe starten können. Dornier berief sich bei der Auftragsvergabe auf vorherige Entwürfe wie die Do X oder die Do 20.
Das Flugzeug wurde als freitragender Schulterdecker in Ganzmetallbauweise entworfen. Die sogenannten Dornier-Stummel zur Stabilisierung im Wasser wurden aerodynamisch optimiert. Sie wurden über die gesamte Rumpfbootlänge als Wülste ausgebildet. Weitere Stützschwimmer waren nicht vorgesehen. Als Antrieb sollten acht Daimler-Benz DB 613 mit je 3500 PS dienen, die wiederum aus jeweils zwei Daimler-Benz-DB-603-Motoren bestanden. Insgesamt waren somit 16 Triebwerke vorgesehen. An jeder Tragfläche waren dies jeweils zwei der Doppeltriebwerke an den Tragflächenvorder- und -hinterseiten, jeweils zwei mit Zug- und zwei mit Druckpropellern. Die Triebwerke sollten in die sehr dicken Tragflächenprofile integriert werden, wo sie von den beiden Bordmechanikern während des Fluges erreicht und gewartet werden konnten. Die Besatzung sollte aus zwölf Mann bestehen: dem Kapitän, zwei Piloten, dem Navigator, einem Funker, einem Maschineningenieur, drei Bordmechanikern, zwei Stewards und einem Koch.
Die Do 214 war als Luxusflugzeug projektiert und sollte – soweit realisierbar – mit ähnlichem Luxus wie die damaligen Luftschiffe ausgestattet werden. So sollte eine für die Größe des Flugzeugs verhältnismäßig geringe Anzahl von 40 Passagieren transportiert werden. Im zweistöckigen Rumpf waren im unteren Stockwerk ein Gesellschaftsraum und im oberen zwei Speiseräume vorgesehen.
Im Juni 1939 war die Projektierungsphase abgeschlossen und einen Monat später erteilte das Reichsluftfahrtministerium (RLM) den offiziellen Entwicklungsauftrag unter der RLM-Nummer 8-214. Der Bau einer hölzernen Rumpfattrappe begann im August in Friedrichshafen-Manzell. Nach Kriegsbeginn 1939 verlangsamten sich die Arbeiten an dem zivilen Projekt Do 214 nach einem Hinweis des Reichsluftfahrtministerium zum Jahresende zu drastisch. Anfang 1940 wurde dann vom RLM bezüglich des Bindens kriegswichtiger Arbeitskräfte an ein Zivilprojekt vehement die Einstellung der Arbeiten gefordert. Um den Bau dennoch fortführen zu können, wurde die Do 214 in ein militärisches Projekt umgewandelt (Do P 192) und vollkommen überarbeitet. So sollte ein Einsatz für die Kriegsmarine als fliegender U-Boot-Stützpunkt erfolgen. Im Herbst 1943 wurde das Projekt kriegsbedingt endgültig eingestellt. Aus diesen Überlegungen heraus entstand das Projekt der Dornier Do 216.
Gefertigt wurde ab 1938 nur ein verkleinertes bemanntes Modell der Do 214 im Maßstab 1:5. Die als Göppingen Gö 8 bezeichnete Maschine bestand gänzlich aus Holz und wurde vom Frühjahr bis zum Sommer 1939 im Windkanal der Aerodynamischen Versuchsanstalt Göttingen getestet. Sie soll auch für Schlepp- und Segelversuche auf dem Wasser benutzt worden sein.

## Militärische Versionen
- P 192-01: Transporter
- P 192-02: Truppentransporter
- P 192-03: Lastentransporter
- P 192-04: U-Boot-Versorger
- P 192-05: Minenleger
- P 192-06: Kraftstofftransporter
- P 192-07: Truppentransporter 2
- P 192-08: Sanitätstransporter

## Technische Daten
| Kenngröße             | Daten                                                                                  |
| --------------------- | -------------------------------------------------------------------------------------- |
| Besatzung             | 12                                                                                     |
| Passagiere            | 40                                                                                     |
| Länge                 | 51,60 m                                                                                |
| Spannweite            | 60,00 m                                                                                |
| Höhe                  | 14,30 m                                                                                |
| Flügelfläche          | 500 m²                                                                                 |
| Flügelstreckung       | 7,2                                                                                    |
| Leermasse             | 76.000 kg                                                                              |
| max. Startmasse       | 145.000 kg                                                                             |
| Höchstgeschwindigkeit | 490 km/h                                                                               |
| Reisegeschwindigkeit  | 425 km/h                                                                               |
| Dienstgipfelhöhe      | 7000 m                                                                                 |
| Reichweite            | 6200 km                                                                                |
| Triebwerke            | 8 × Daimler-Benz DB 613, je 3.500 PS (ca. 2.600 kW)                                    |
| Bewaffnung            | 14 × SL 151 + HD 151, 4 × FDL 131, 1 × Drilling MG 131 (militärische Version P 192-01) |